# داریوس استالماخ
داریوس استالماخ (انگلیسی: Dariusz Stalmach؛ زادهٔ ۸ دسامبر ۲۰۰۵) بازیکن فوتبال است.
وی همچنین در تیم‌های ملی فوتبال زیر ۱۹ سال لهستان و زیر ۲۰ سال لهستان بازی کرده است.